# Ocean View High School
Die Ocean View High School (OVHS) ist eine öffentliche weiterführende Schule in Huntington Beach, Kalifornien, die 1976 gegründet wurde und mit fünf anderen High Schools zum Huntington Beach Union High School District gehört. Etwa 1.500 Schüler besuchen die Schule. Das Schulmaskottchen sind die Seahawks.

## Sport
Die Sportteams der Ocean View High School sind Mitglieder der Golden West League in der CIF Southern Section. Die angebotenen Sportarten sind Langlauf, Leichtathletik, Golf, Schwimmen, Basketball, Cross Country, Wrestling, Volleyball, Football, Fußball, Tennis, Wasserball und Softball. 

## Weitere Angebote
Die Schule bietet das IB-Programm an. Die Einführung des „eingebetteten Tutoriums“ am Ende jeder Schulstunde vor zwei Jahren führte bei den Schülern zu einem großen Rückgang an schlechten Noten. Die Schule verfügt über eine Wirtschaftsakademie mit 170 Teilnehmern und ein Mandarin-Chinesisch-Fremdsprachenprogramm.

## Ehemalige
- Michael Arrington (* 1970), Unternehmer
- The Rev (1981–2009), Musiker
- Paul Frank (* 1967), Künstler und Modedesigner
- Synyster Gates (* 1981), Gitarrist
- Jason Lee (* 1970), Schauspieler und Filmproduzent
- Rusty Smith (* 1979),  Shorttrack-Läufer
- Samoa Joe (* 1979), Wrestler
- Geoff Zanelli (* 1974), Filmkomponist und Musiker